# Anna Funder
Anna Funder, née à Melbourne en 1966, est une écrivaine australienne.

## Biographie
Son roman All That I Am (Tout ce que je suis) a reçu de nombreux récompenses, dont le prix Miles Franklin. Elle réhabilite Eileen O'Shaughnessy dans son ouvrage L'Invisible madame Orwell, traduit en français en 2024, d'après Wifedom: Mrs Orwell's Invisible Life, paru en 2023,,.

## Œuvres traduites en français
- Stasiland, [« Stasiland »], trad. de Mireille Vignol, Paris, Éditions Héloïse d’Ormesson, 2007, 365 p.  (ISBN 978-2-35087-063-2)[5]
- Tout ce que je suis, [« All That I Am »], trad. de Julie Marcot et Caroline Mathieu, Paris, Éditions Héloïse d’Ormesson, 2013, 492 p.  (ISBN 978-2-35087-218-6)[6]
- L'Invisible madame Orwell, Anna Funder, traduit par Carine Chichereau, Editions Héloïse d'Ormesson, 05/09/2024
- Funder, Anna (2023). Wifedom: Mrs Orwell's Invisible Life. UK: Viking.  (ISBN 9780241482728).